# Ozzy Wiesblatt
Ozzy Wiesblatt, född 9 mars 2002, är en kanadensisk professionell ishockeyforward som är kontrakterad till Nashville Predators i National Hockey League (NHL) och spelar för Milwaukee Admirals i American Hockey League (AHL).
Han har tidigare spelat för San Jose Barracuda i AHL och Prince Albert Raiders i Western Hockey League (WHL).
Wiesblatt draftades av San Jose Sharks i första rundan i 2020 års draft som 31:a spelare totalt.

## Statistik
| 2015–2016  | Calgary Bisons        | AMBHL      | 28  | 12 | 11  | 23  | 20  | —  | — | —  | —  | —  |
| 2016–2017  | Calgary Bisons        | AMBHL      | 32  | 38 | 35  | 73  | 30  | 8  | 4 | 11 | 15 | 8  |
|            | CBHA Blackhawks       | AMMHL      | 1   | 0  | 0   | 0   | 0   | 3  | 0 | 1  | 1  | 0  |
| 2017–2018  | Calgary Buffaloes     | AMHL       | 33  | 21 | 20  | 41  | 22  | 5  | 2 | 2  | 4  | 2  |
|            | Prince Albert Raiders | WHL        | 1   | 1  | 0   | 1   | 0   | —  | — | —  | —  | —  |
| 2018–2019  | Prince Albert Raiders | WHL        | 64  | 15 | 24  | 39  | 20  | 23 | 5 | 5  | 10 | 2  |
| 2019–2020  | Prince Albert Raiders | WHL        | 64  | 25 | 45  | 70  | 36  | —  | — | —  | —  | —  |
| 2020–2021  | Prince Albert Raiders | WHL        | 23  | 7  | 21  | 28  | 29  | —  | — | —  | —  | —  |
|            | San Jose Barracuda    | AHL        | 6   | 2  | 1   | 3   | 0   | —  | — | —  | —  | —  |
| 2021–2022  | Prince Albert Raiders | WHL        | 43  | 10 | 31  | 41  | 55  | 3  | 0 | 1  | 1  | 0  |
| 2022–2023  | San Jose Barracuda    | AHL        | 45  | 6  | 9   | 15  | 30  | —  | — | —  | —  | —  |
| 2023–2024  | San Jose Barracuda    | AHL        | 34  | 3  | 8   | 11  | 33  | —  | — | —  | —  | —  |
|            | Milwaukee Admirals    | AHL        | 16  | 1  | 5   | 6   | 22  | 15 | 2 | 7  | 9  | 12 |
| 2024–2025  | Nashville Predators   | NHL        | 1   | 0  | 0   | 0   | 0   | —  | — | —  | —  | —  |
|            | Milwaukee Admirals    | AHL        | 27  | 7  | 7   | 14  | 45  | —  | — | —  | —  | —  |
| NHL totalt | NHL totalt            | NHL totalt | 1   | 0  | 0   | 0   | 0   | —  | — | —  | —  | —  |
| AHL totalt | AHL totalt            | AHL totalt | 128 | 19 | 30  | 49  | 130 | 15 | 2 | 7  | 9  | 12 |
| WHL totalt | WHL totalt            | WHL totalt | 195 | 58 | 121 | 179 | 140 | 26 | 5 | 6  | 11 | 2  |

### Internationellt
| Källa: Uppdaterad: 2025-01-04 | Källa: Uppdaterad: 2025-01-04 | Källa: Uppdaterad: 2025-01-04 |         | Utv = Utvisningsminuter | Utv = Utvisningsminuter | Utv = Utvisningsminuter | Utv = Utvisningsminuter | Utv = Utvisningsminuter |
| År                            | Lag                           | Mästerskap                    | Matcher | Mål                     | Assists                 | Poäng                   | Utv                     |                         |
| ----------------------------- | ----------------------------- | ----------------------------- | ------- | ----------------------- | ----------------------- | ----------------------- | ----------------------- | ----------------------- |
| 2019                          | Kanada                        | Hlinka Gretzky                | 5       | 0                       | 1                       | 1                       | 12                      |                         |
| Junior totalt                 | Junior totalt                 | Junior totalt                 | 5       | 0                       | 1                       | 1                       | 12                      |                         |